# Silverjet
Silverjet was een Britse luchtvaartmaatschappij met haar thuisbasis op vliegveld Luton bij Londen. Zij voerde luxe lijnvluchten uit vanaf Luton naar de Verenigde Staten en de Verenigde Arabische Emiraten.

## Geschiedenis
Silverjet werd opgericht in 2006 en gebruikte de vlieglicentie van Flyjet. Op 30 mei 2008 voerde Silverjet de laatste vlucht uit, waarna zij haar activiteiten beëindigde.

## Vloot
De vloot van Silverjet bestond uit:(november 2007)
- 3 Boeing B767-200(ER)